# Велики Поганац
Велики Поганац је насељено место у општини Расиња, у Подравини, Хрватска.

## Историја
Почетком 20. века Велики Поганац је село - православна парохија, под коју потпадају околна насеља: Велики Грабичани, Иванац, Пркос, Радељево Село, Расиница, Рибњак, Дуга Ријека и Ријека Копривничка.
Политичка општина је била у Соколовцу, а црквена у месту. Од 610 домова српских је било 432, а од 3436 становника њих 2819 или 82% су православни Срби. Од јавни здања ту су православна црква и комунална школа, док је пошта у Соколовцу а телеграф у Лепавини.
Председник црквене општине 1905. године био је поп Милорад Чопорда, а перовођа Теодор Вуковић. Православна парохија је 3. класе, са парохијским домом и земљишном сесијом, као и српсим православним гробљем. Црквене матрикуле су заведене 1768. године.
Православна црква посвећена Св. великомученику Георгију, изграђена је 1722. године. Православни парох је тада поп Милорад Чопорда родом из Велике Мучне.
Комунална школа у месту има једно школско здање грађено 1880. године. Учитељи су 1905/1906. године Светозар Раданчевић и Лазар Живојновић. Редовну наставу похађа 76 ученика а пофторну још 21 ђак старијег узраста.

### Други светски рат
Насилно протеривање Срба из Хрватске
Из села Велике Мучне пресељено је 30 а из Великог Поганца — села у Копривничком срезу више српских сељачких имућнијих породица.

## Поганац данас
Место се до нове територијалне организације налазило у саставу бивше општине Копривница.

## Становништво
На попису становништва 2011. године, Велики Поганац је имао 234 становника. Број становника је опао после распада СФРЈ 1990их година.

### Број становника по пописима
| Националност   | 2011. | 2001. | 1991. | 1981. | 1971. | 1961. | 1953. | 1948. | 1931. | 1921. | 1910. | 1900. | 1890. | 1880. | 1869. | 1857. |
| бр. становника | 234   | 276   | 310   | 389   | 470   | 527   | 471   | 452   | 603   | 653   | 658   | 658   | 596   | 508   | 428   | 365   |

### Национални састав
| Националност       | 2011. | 2001. | 1991. | 1981. | 1971. | 1961. |
| Срби               | 155   | 175   | 214   | 281   | 347   | 449   |
| Хрвати             | 70    | 75    | 43    | 58    | 75    | 77    |
| Југословени        | —     | —     | 40    | 50    | 19    | 0     |
| остали и непознато | 9     | 26    | 13    | 0     | 29    | 1     |
| Укупно             | 234   | 276   | 310   | 389   | 470   | 527   |

## Попис 1991.
На попису становништва 1991. године, насељено место Велики Поганац је имало 310 становника, следећег националног састава:
| Попис 1991.‍  | Попис 1991.‍  | Попис 1991.‍ | Попис 1991.‍ | Попис 1991.‍ |
| ------------ | ------------ | ----------- | ----------- | ----------- |
|              |              |             |             |             |
| Срби         | Срби         |             | 214         | 69,03%      |
| Хрвати       | Хрвати       |             | 43          | 13,87%      |
| Југословени  | Југословени  |             | 40          | 12,90%      |
| Словенци     | Словенци     |             | 1           | 0,32%       |
| неопредељени | неопредељени |             | 10          | 3,22%       |
| непознато    | непознато    |             | 2           | 0,64%       |
| укупно: 310  |              |             |             |             |